# Cursa automobilística París-Madrid

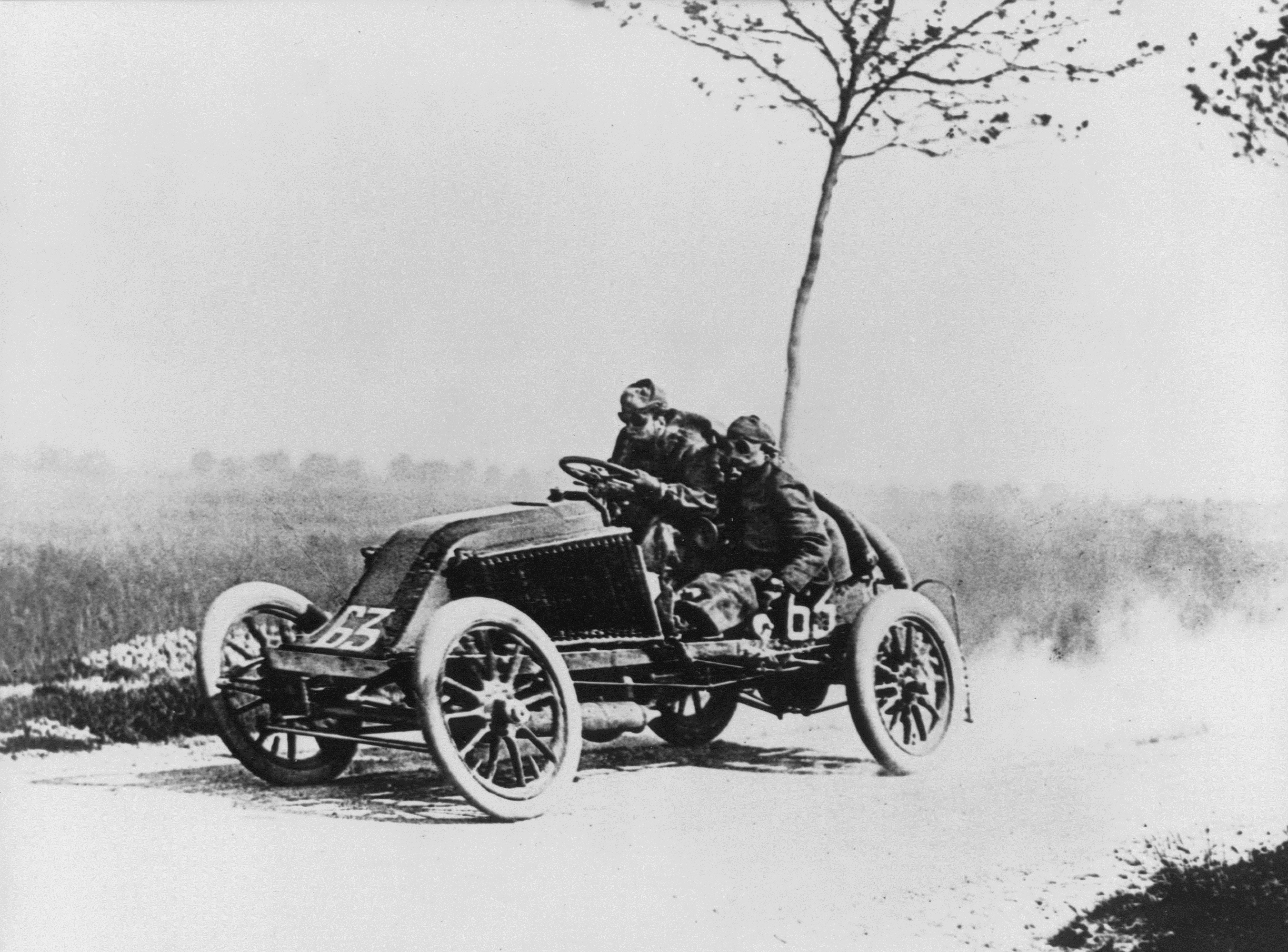
Marcel Renault competint a la París-Madrid.

La París-Madrid fou una carrera automobilística organitzada el 1903 per l'Automobile Club de France i l'Automóvil Club de España.
A les darreries del segle xix es van organitzar les primeres carreres automobilístiques amb França com a epicentre. La primera carrera va ser la París-Rouen el 1894, seguida de la París-Bordeaux, entre d'altres. La París-Madrid va formar part d'aquell conjunt de carreres, però va estar plena de polèmiques. El govern francès va voler prohibir a la meitat del recorregut a causa d'una sèrie d'accidents on hi van morir set persones entre elles Marcel Renault, germà de Louis Renault, fundador de Renault.

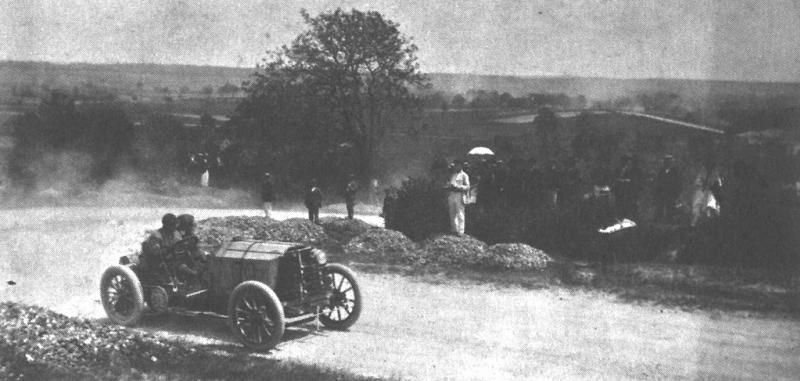
Henri Rougier amb el seu Turcat-Méry 45-hp.

## Desenvolupament
La cursa va prendre la sortida el 24 de maig de 1903 a les 3:30m a Versalles. A la sortida s'hi van agrupar 315 vehicles, dividits en: 127 automòbils, 23 voiturette i 47 motocicletes. Els vehicles estaven agrupats en categories segons el pes:
- 88 Groses voitures (grans automòbils) de 651 a 1000 kg i motor de 45 a 90cv.
- 49 Voitures legeres (automòbils lleugers) de los 400 a 650 kg i motor de 12 a 40 cv.
- 33 Voituretes de menys de 400 kg. i motor entre 12 i 16 cv., amb alguna excepció de 6 i 9 cv.
- 54 Motocyclettes (motocicletes) classe única amb motors de 2,50 a 9,50 cv.

## Classificació final
Dels més de 300 vehicles que van prendre la sortida només 99 van creuar la meta. Tots els altres participants van abandonar, a banda dels diversos accidents ocorreguts, entre ells diversos de mortals: el de Marcel Renault i el dels anglesos Claude Barrow i Phil Stead.
| Pos.        | Dorsal | Pilot             | Automòbil   | Temps               |
| ----------- | ------ | ----------------- | ----------- | ------------------- |
| 1           | 168    | Fernand Gabriel   | Mors        | 5 h 14 min 31 s 2   |
| 2           | 3      | Louis Renault     | Renault     | + 15 min 08 s       |
| 3           | 96     | Jacques Salleron  | Mors        | + 32 min 31 s       |
| 4           | 1      | Charles Jarrott   | de Dietrich | + 38 min 23 s 8     |
| 5           | 78     | Pierre de Crawhez | Panhard     | + 39 min 40 s 2     |
| 6           | 99     | John B. Warden    | Mercedes    | + 40 min 59 s 6     |
| 7           | 153    | Carl Voight       | CGV         | + 43 min 18 s       |
| 8           | 293    | "Gasteaux"        | Mercedes    | + 46 min 44 s 8     |
| 9           | 205    | Achille Fournier  | Mors        | + 58 min 07 s 8     |
| 10          | 47     | Paul Baras        | Darracq     | + 58 min 49 s 6     |
| 11          | 69     | Henri Rougier     | Turcat-Méry | + 1 h 02 min 36 s   |
| 12          | 112    | "Mouter"          | de Dietrich | + 1 h 04 min 23 s 6 |
| 13          | 209    | "Page"            | Decauville  | + 1 h 04 min 37 s 2 |
| 14          | 86     | Camille Jenatzy   | Mercedes    | + 1 h 10 min 37 s 2 |
| 15          | 153    | "Max"             | Mercedes    | + 1 h 24 min 04 s 2 |
| 16          | 185    | "Augiéres"        | Mors Z      | + 1 h 29 min 18 s 4 |
| 17          | 119    | Hubert le Blon    | Serpollet   | + 1 h 29 min 44 s 6 |
| 18          | 116    | Guy Berteaux      | Panhard 70  | + 1 h 32 min 44 s 8 |
| 19          | 128    | Victor Hémery     | Darracq     | + 1 h 42 min 22 s   |
| 20          | 292    | Edgar Braun       | Mercedes    | + 1 h 50 min 33 s 4 |
| Referències |        |                   |             |                     |